# Les Arts Décoratifs
Les Arts Décoratifs ist ein 1882 gegründeter, gemeinnütziger französischer Verein mit Sitz in Paris, der sich der Förderung der dekorativen Künste (Innenarchitektur) Frankreichs verschrieben hat. Ursprünglich Union centrale des arts décoratifs (UCAD) genannt, wurde er 2004 in Les Arts Décoratifs umbenannt. Vereinszweck ist die Betreuung herausragender Sammlungen, ihre kulturelle Verbreitung, Unterhaltung von Ausbildungsstätten, Förderung einzelner Künstler. Anfang 2018 wurde der Verein in MAD umbenannt, Akronym für Musée des Arts décoratifs und Mode, arts, design.

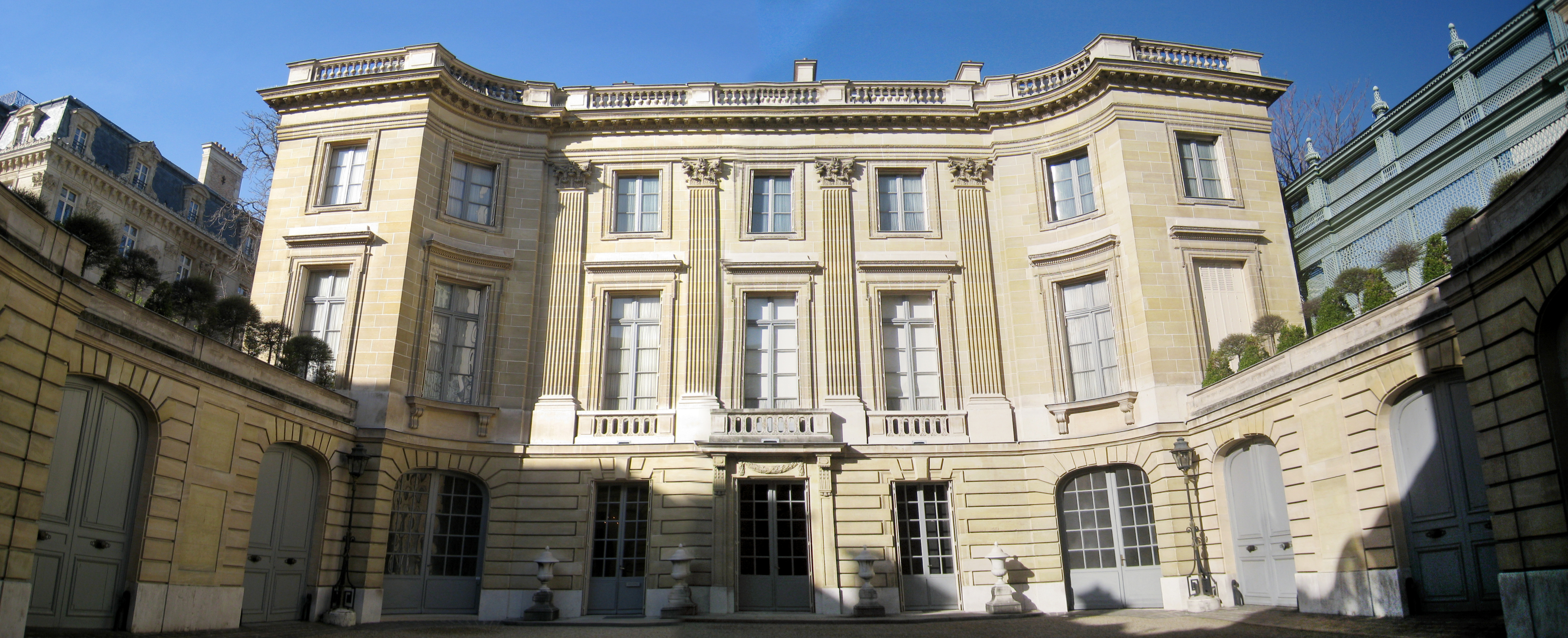
Das Musée Nissim de Camondo in Paris

Der Verein betreut mehrere Pariser Sammlungen und Institutionen:
- 107 rue de Rivoli: Im Marsan-Flügel und Marsan-Pavillon des Louvrepalastes befinden sich das Musée des Arts décoratifs (Museum der dekorativen Künste), das Musée de la Mode et du Textile (Museum der Mode und der Textilien), das Musée de la Publicité (Museum der Werbung) sowie die Bibliothèque des Arts décoratifs (Fachbibliothek der Dekorativen Künste);
- 63 rue de Monceau: Im Hôtel Camondo befindet sich das Musée Nissim de Camondo, das das Interieur einer klassischen französischen Stadtwohnung des gehobenen Bürgertums in seinem ursprünglichen Zustand konserviert. Namensgeber des Museums ist der französische Bankier und Jagdflieger Nissim de Camondo (1892–1917).
- 266 boulevard Raspail: Hier befindet sich seit 1988 die École Camondo (die vorher in den Nebengebäuden des Hôtel Camondo untergebracht war), ein Fachinstitut für Design und Innenarchitektur.